# Au, Sankt Gallen
Au är en ort och kommun i distriktet Rheintal i kantonen Sankt Gallen, Schweiz. Kommunen har 8 481 invånare (2023).
I kommunen ligger också en del av orten Heerbrugg.